# 281772 Matttaylor
281772 Matttaylor este o planetă minoră (asteroid) din centura de asteroizi. A fost descoperită pe 13 septembrie 2009 la Observatorio del Teide⁠(d) de Matthias Busch⁠(d). 
Obiectul prezintă o orbită caracterizată de o semiaxă mare de 2,6552598698869 UAi, o excentricitate de 0,14, o înclinație de 5,1 ° în raport cu ecliptica.